# Яґеллув
Яґеллув (пол. Jagiełłów) — село в Польщі, у гміні Ходув Кольського повіту Великопольського воєводства.
Населення — 47 осіб (2011).
У 1975-1998 роках село належало до Конінського воєводства.

## Демографія
Демографічна структура станом на 31 березня 2011 року:
|          | Загалом | Допрацездатний вік | Працездатний вік | Постпрацездатний вік |
| -------- | ------- | ------------------ | ---------------- | -------------------- |
| Чоловіки | 22      | 6                  | 13               | 3                    |
| Жінки    | 25      | 4                  | 16               | 5                    |
| Разом    | 47      | 10                 | 29               | 8                    |